# فيروز أباد (جلغة)
فیروز أباد (بالفارسية: فیروزآباد) هي قرية تقع في إيران في قسم جلغة الريفي. يقدر عدد سكانها بـ 684 نسمة بحسب إحصاء 2016.